# Valmorea
Valmorea település Olaszországban, Lombardia régióban, Como megyében. Lakosainak száma 2579 fő (2023. január 1.). Valmorea Albiolo, Bizzarone, Solbiate con Cagno, Uggiate-Trevano és Rodero községekkel határos.

## Népesség
A település lakossága az elmúlt években az alábbi módon változott:
| Lakosok száma | 2656 | 2666 | 2579 |
|               | 2017 | 2018 | 2023 |